# René Favaloro
René Gerónimo Favaloro, född 14 juli 1923 i La Plata, död 29 juli 2000 i Buenos Aires, var en argentinsk uppfinnare, föreläsare och hjärtkirurg känd för att ha utvecklat en kranskärlsbypass med hjälp av den stora saphena-venen år 1967.

## Biografi
Favaloro studerade medicin vid universitetet i La Plata och arbetade på Policlínico Hospital innan han flyttade till Jacinto Aráuz Hospital för att tillfälligt ersätta den lokala läkaren.
Som son till en argentinsk snickare och sömmerska arbetade han i tio år på olika amerikanska institutioner, inklusive Cleveland Clinic, där han specialiserade sig på thoraxkirurgi. I maj 1967 utförde han framgångsrikt en bypassoperation på en 51-årig patient på Cleveland Clinic med hjälp av ett fritt ventransplantat från benet. Året därpå rapporterade han mer än 150 sådana operationer, och år 1970 mer än 1000.
Favaloro återvände senare till sitt hemland, där han grundade en kardiologi- och kirurgistiftelse under eget namn. På grund av den ekonomiska krisen 1998 fick stiftelsen en skuld på mer än 18 miljoner dollar. Favaloro begick självmord år 2000 vid 77 års ålder. Hans fru María A. Delgado dog 1998. Paret hade inga barn.